# Maatschappelijke veiligheid (opleiding)
Maatschappelijke veiligheid is een opleiding (studierichting) in het secundair en hoger onderwijs in Vlaanderen. De opleiding is vrij jong en beantwoordt aan een maatschappelijke trend van begin 21e eeuw.

## Het veiligheidsthema
Veiligheid groeide het laatste decennium uit tot een 'hot item' en verschoof van een exclusieve overheidstaak naar een gedeelde verantwoordelijkheid van de burgers, private en publieke partners.
Nationale en internationale gebeurtenissen droegen hiertoe bij. Op internationaal vlak brachten de aanslagen op 11 september 2001 het thema in een stroomversnelling. Op nationaal vlak vergrootten de federale verkiezingen van 24 november 1991 de politieke aandacht voor veiligheid. De doorbraak van het Vlaams Blok heroriënteerde het beleid.

## Nieuwe beroepen
De contracten met diverse steden van regering Dehaene eind 1992, de politiehervorming in 1998 en de initiatieven van de paarse regering sinds 1999 doen een reeks veiligheidsberoepen ontstaan. Stadswachten, Lijnhelpers, wijkmanagers, veiligheidsbeambten, schoolpreventiewerkers, parkwachters, city-coaches, parkeerwachters, stewards, gemeentelijke opzichters zijn ontstaan in de jaren negentig.
In 2006 telden de VUB en de ULB 211 'veiligheidsfuncties' in Vlaanderen. Behalve de kwalitatieve toename van de veiligheidsberoepen, is een kwalitatieve verschuiving merkbaar. Het thema trekt zich los van een puur reactieve en technische benadering en nestelt zich in een sociale benadering. De kadernota Integrale Veiligheid uit 2004 benadert criminaliteit, overlast en (on)veiligheid met aandacht voor preventie, repressie en de opvolging van daders en slachtoffers.
Er is vraag naar veiligheidsdeskundigen bij de overheid (steden en gemeenten, politie, brandweer, openbaar vervoer), bij de interne diensten van bedrijven en organisaties, sportclubs, evenementenorganisaties, ziekenhuizen, banken/verzekeringsmaatschappijen en bij organisaties of diensten die werken voor derden zoals consultancybedrijven, bewakingsfirma's en kinderdagverblijven.

## Hoger onderwijs
Sinds 2004 is de problematiek van een veilige en leefbare samenleving voorwerp van onderzoek in het sociaal hoger onderwijs. Het diploma van Bachelor in de Maatschappelijke Veiligheid werd daarom toegevoegd als afzonderlijke studierichting binnen het studiegebied sociaal-agogisch werk van het Vlaamse hoger onderwijs. De bachelor kan je voorlopig enkel volgen aan VIVES Hogeschool, in campus Kortrijk.

## Secundair onderwijs
Sinds september 2009 biedt het ook secundair onderwijs het studiegebied "Maatschappelijke Veiligheid" aan. Het gaat om specifieke opleidingen in veiligheidsberoepen in het 7de jaar Integrale Veiligheid (tso) en het zevende specialisatiejaar Veiligheidsberoepen in het bso. De scholen die de opleidingen aanbieden zijn:
- Anderlecht: Sint-Guido-instituut
- Antwerpen: Provinciaal Instituut Sint-Godelieve
- Antwerpen: Sint-Norbertusinstituut
- Genk: Koninklijk Technisch Atheneum II
- Gent: GO! Lyceum Gent
- Gent: IVV Sint-vincentius
- Geraardsbergen: Koninklijk Atheneum
- Heusden-Zolder: Sint-Franciscuscollege TSO/BSO
- Mechelen: Koninklijk Technisch Atheneum, Wollemarkt
- Mechelen Technische Scholen Mechelen
- Merksem Stedelijk Handelsinstituut
- Roeselare: MSKA Roeselare
- Sint-Niklaas Technisch Instituut Sint-Carolus
- Torhout: Technisch Instituut Sint-Vincentius, Scholengroep Sint-Rembert
- Turnhout Heilig-Grafinstituut
- Vilvoorde: Koninklijk Technisch Atheneum II

In tegenstelling tot de andere zevende specialisatiejaren gelden hier specifieke toelatingsvoorwaarden, om na te gaan of de student in kwestie over de nodige basiscompetenties beschikt om in de veiligheidssector te werken. Toelating tot het zevende jaar stelt leerlingen dan weer vrij van sommige andere onderdelen van toelatingsproeven bij de brandweer, Civiele Bescherming en politie.